# Гангутська битва (1714)
59°56′14″ пн. ш. 23°4′54″ сх. д. / 59.93722° пн. ш. 23.08167° сх. д.
Гангутська битва (рос. Гангутское сражение, фін. Riilahden taistelu, швед. Sjöslaget vid Hangö udd) — морська битва Великої Північної війни 1700—1721 років, що відбулася 7 серпня 1714 року біля мису Гангут (півострів Ханко, Фінляндія) в Балтійському морі між російським і шведським флотами, перша в історії Росії морська перемога російського флоту.

## Напередодні битви
Навесні 1713 року цар Петро І розпочав наступ у Фінляндії. Досить швидко російська армія просунулася до міста Турку на південно-західному узбережжі Фінляндії, а після перемоги 19 лютого 1714 року в битві під Сторкюре південь Фінляндії опинився під російським контролем. 24 квітня шведський флот під командуванням адмірала Густава Ватранга заблокував прибережний морський шлях біля півострова Ханко. Через це губернатор Фінляндії, князь Михайло Голіцин із штаб-квартирою в Турку, не міг отримувати підтримку через море, яка тоді була більш важливішою, ніж підтримка по суші. В той же час блокування шляху відвело загрозу набігів на узбережжя Швеції російських кораблів. На початку травня російські транспорти відправлялись з Гельсінгфорсу, проте були змушені зупинятися біля міста Екенес, на схід від міста Ханко, звідки припаси постачалися по суші. Спроби пробити шлях на захід від Ханко провалилися 10 травня, коли шведська ескадра під командуванням капітана Антона Врангеля перехопила кораблі сполучення на південь від Турку і потопила більшу їх частину. За наказом царя про розблокування морських шляхів з бази в Кронштадті відправився флот під командуванням Федора Апраксіна

## Прибуття в Ханко
29 червня 1714 року 80 галер російського флоту прибули до півострова, де їх зустрів потужний шведський флот у складі 16 лінійних кораблів і 7 малих кораблів під командуванням адмірала Ватранга. Апраксін ухвалив рішення відвести кораблі до східної частини півострова та викликав підкріплення. У той же час він чекав на прибуття 20 галер із Гельсінгфорсу. На запит Апраксіна до півострова підішла більша частина військ із Турку.
Прохання про допомогу була надіслано й до царя, який в цей час знаходився з іншою частиною Балтійського флоту в Ревелі (сучасний Таллінн). Адмірал Апраксін дав звістку йому звістку, що він повинен особисто очолити атаку. Російська бойова флотилія з 10 лінійних кораблів та 6 фрегатів повинна була узяти участь у спробі прориву блокади, проте після огляду царем виявилось, що вона погано підготовлена до бою і відмовив у включенні в бойовий склад. Далі він наказав флоту не вступати у бій, допоки він не матиме переваги у артилерії (3:2). 20 липня Петро І прибув до берегової флотилії.

## Прорив
Перша спроба прориву крізь шведські лінії провели задля намагання провести галери біля півострову. Перша галера з труднощами змогла пройти, проте інша отримала значні пошкодження, тому від ідеї прориву відмовилися. Однак адмірал Ватранг дізнався про прорив і відправив невеликий загін з 11 кораблів на чолі з контр-адміралом Нільсом Ереншьольдом для перехоплення росіян. Через кілька днів росіяни відмовились від своїх планів

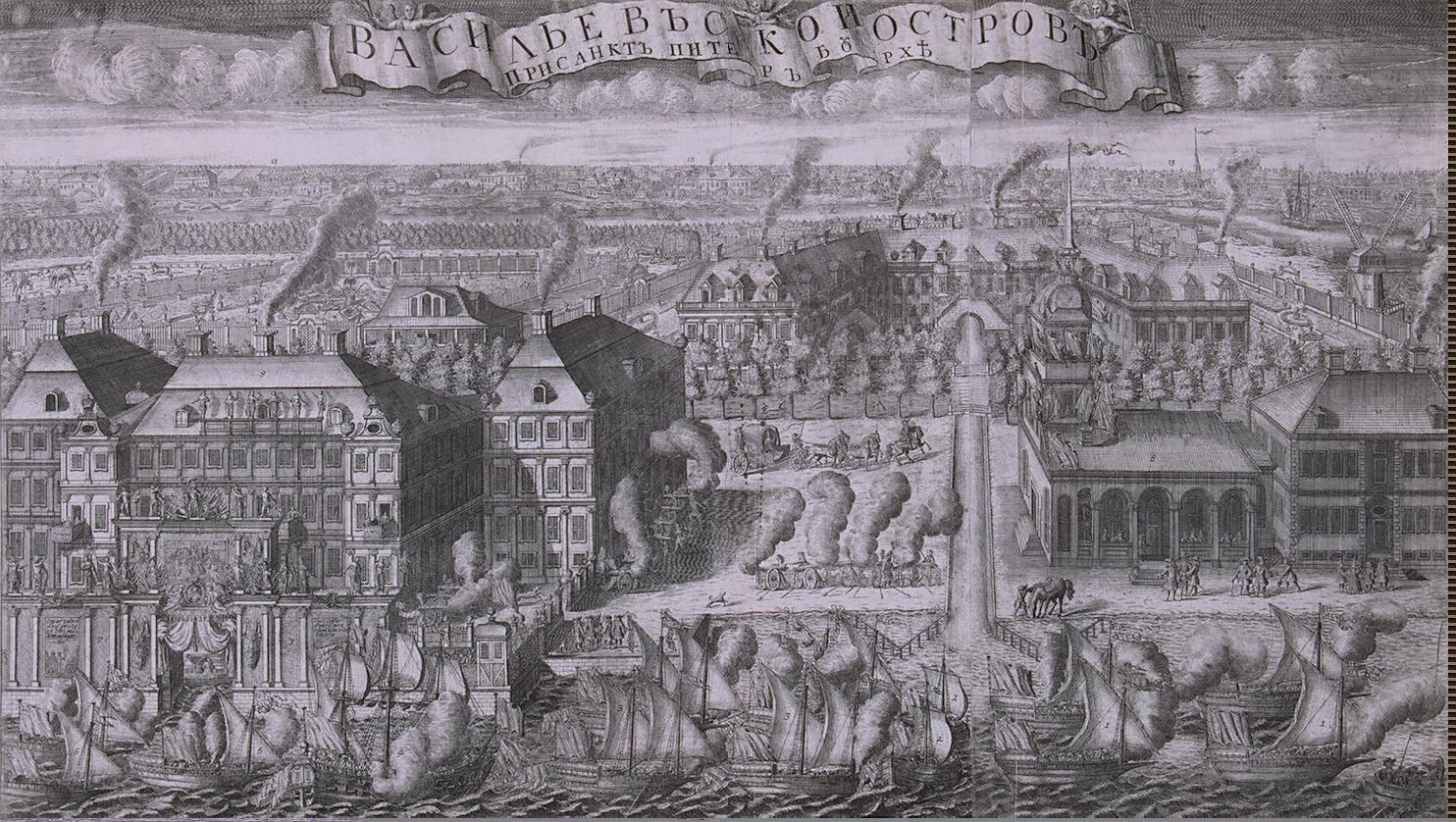
Трофейні шведські судна в Санкт-Петербурзі. Гравюра 1715 року

Загін Ереншьольда складався з наступних суден:
| Назва                  | Клас   | Артилерія                                               | Екіпаж (за оцінками) |
| ---------------------- | ------ | ------------------------------------------------------- | -------------------- |
| Elefanten              | Прам   | 14 x 12-фунтові гармати 3 x 3-фунтові поворотні гармати | ~ 200                |
| Örnen                  | Галера | 2 x 36-фунтові гармати 14 x 3-фунтові поворотні гармати | ~ 150                |
| Tranan Gripen          | Галера | 2 x 18-фунтові гармати 14 x 3-фунтові поворотні гармати | ~ 150                |
| Laxen Geddan Valfisken | Галера | 2 x 6-фунтові гармати 10 x 3-фунтові поворотні гармати  | < 100                |
| Flundran Simpan Mörten | Шхера  | 4-6 x 1-3-фунтові поворотні гармати                     | ~ 25                 |

Друга спроба прориву росіянами відбулася в безвітряну погоду 26 липня. Маленькі галери були легко маневровані, тому важкі шведські галери не змогли в таку погоду зупинити прорив. Спочатку Апраксін відправив 20 невеликих галер, які прорвали блокаду, а після того, як шведи відвели свої кораблі далі в море, він послав ще 15 галер по тому самому маршруту.
Оскільки флот Ватранга вийшов в море в спробі заблокувати російський прорив, вранці 27 липня росіяни розпочали їхню блокаду, заодно розблокувавши морський шлях біля мису. Незважаючи на відчайдушні спроби шведів зупинити росіян, лише кілька шведських кораблів змогли вийти на відстань стрільби, проте артилерійський вогонь мав дуже малий ефект. Тільки одна галерея була втрачена — корабель сів на малину. Тепер тільки ескадра Ереншьольда стояла між російською прибережною флотилією та лабіринтом у вигляді Аландських островів та південно-західної Фінляндії.

## Битва

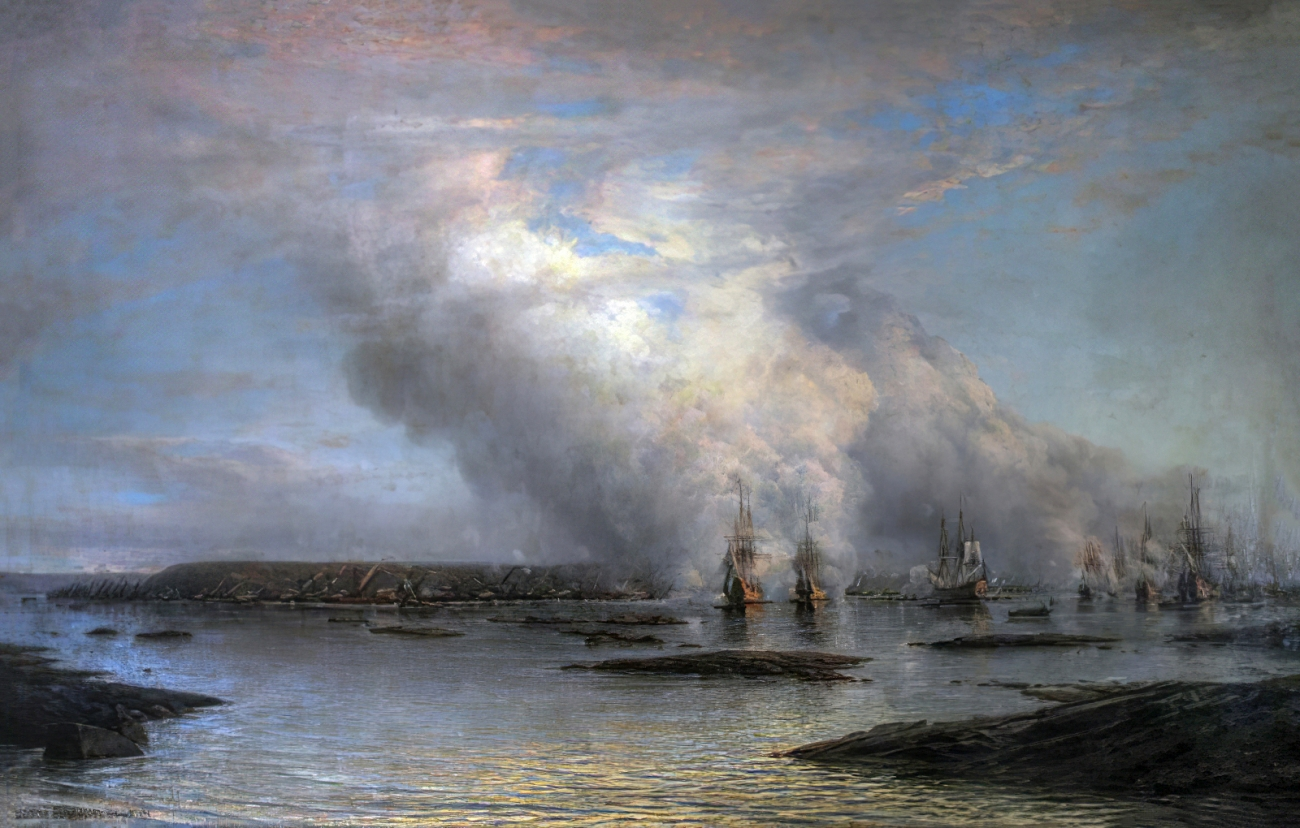
Олексій Боголюбов. Гангутська битва

Після прориву російські галери почали тиснути на флот Ереншьольда, який в свою чергу наказав своїм кораблям сформувати лінію оборони між двома островами. Одну із шхер затопили, щоб звузити можливе місце бою. Найбільший шведський корабель, прам Elefanten, став боковою частиною до російських кораблів. Три галери стали на кінцях з кожної сторони лінії. О 14 годині 27 липня 1714 року через відмову Ереншьольда здатися, росіяни розпочали бій. Російські галери двічі нападали на шведів (перший раз силою 35 галер, другий — 80 галер), проте атаки закінчувались відходом. Вже в третій раз, атакувавши підкріпленням та об'єднаними силами в 95 галер, вони змогли дістатися до шведських кораблів та узяти участь в рукопашному бою, де могли бути використані численні сили піхоти. Росіянам вдалося піднятися на борт крайньо лівої галери Tranan, захопили її та потопили, створивши тим самим діру в оборонній лінії шведів. Скориставшись цією ситуацією, росіяни дуже швидко почали захоплювати решта кораблів. Шведи захищали свої кораблі впродовж 3 годин, допоки не був захоплений Elefanten, де адмірал Ереншьольд потрапив в полон.
Російські кораблі мали іншу конструкцію ніж шведські кораблі і в цілому вони поступалися артилерією (дві 6-фунтові гармати на 1 галеру), проте мали великий екіпаж (200 чоловік на 1 галеру). Росіяни істотно переважали над шведами, за різними джерелами перевага була 15:1. Перевага галер була такою, що не було достатньо місця для бойового розгортання всіх галер.

## Результат

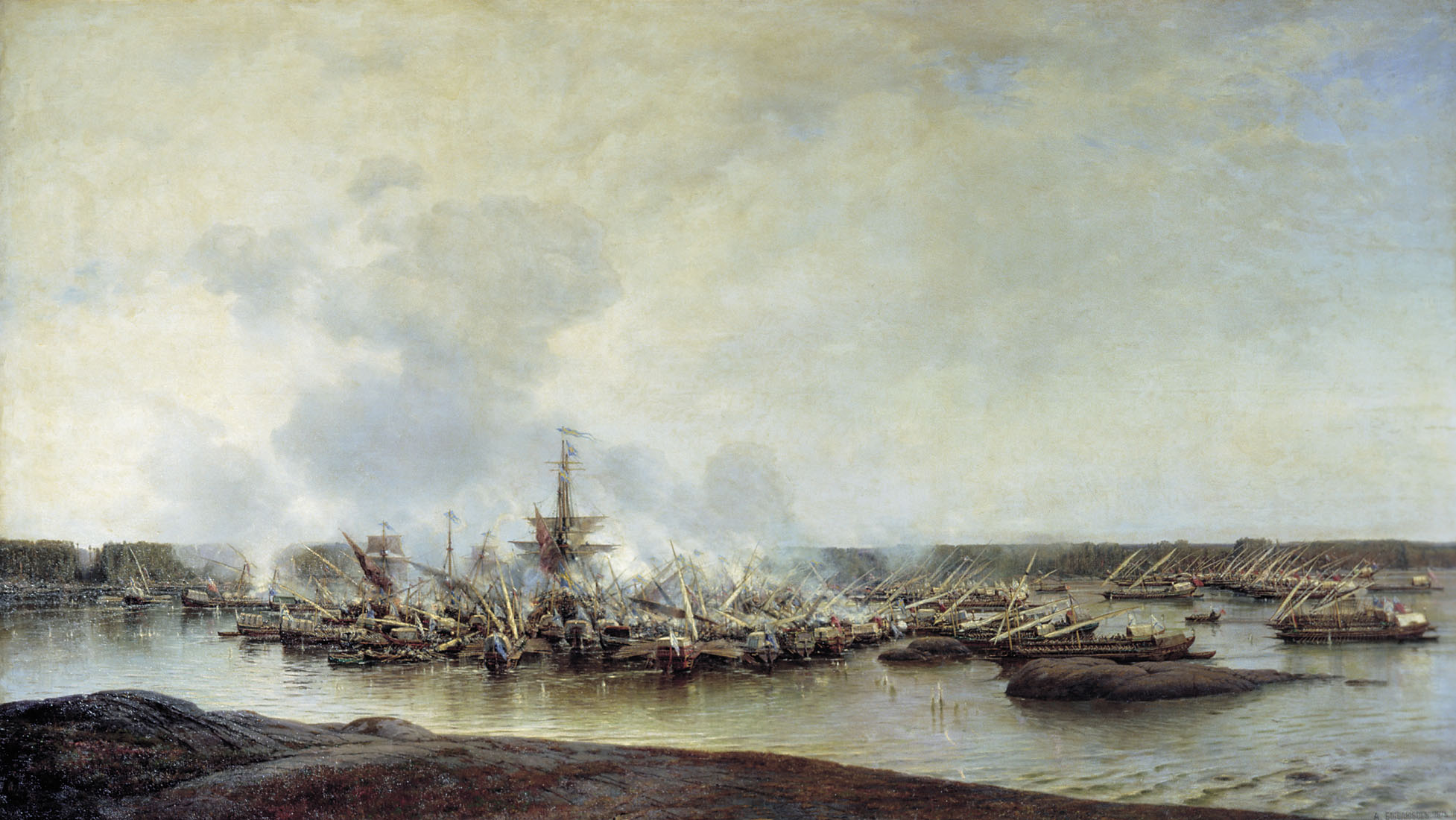
Знищені після бою кораблі.

Внаслідок поразки шведського флоту понад 70 російських галер прорвали блокаду біля Ханко і досягли району Аландських островів. Шведам довелось швидко перемістити флот на захід архіпелагу для захисту Швеції від набігів.